# Orila

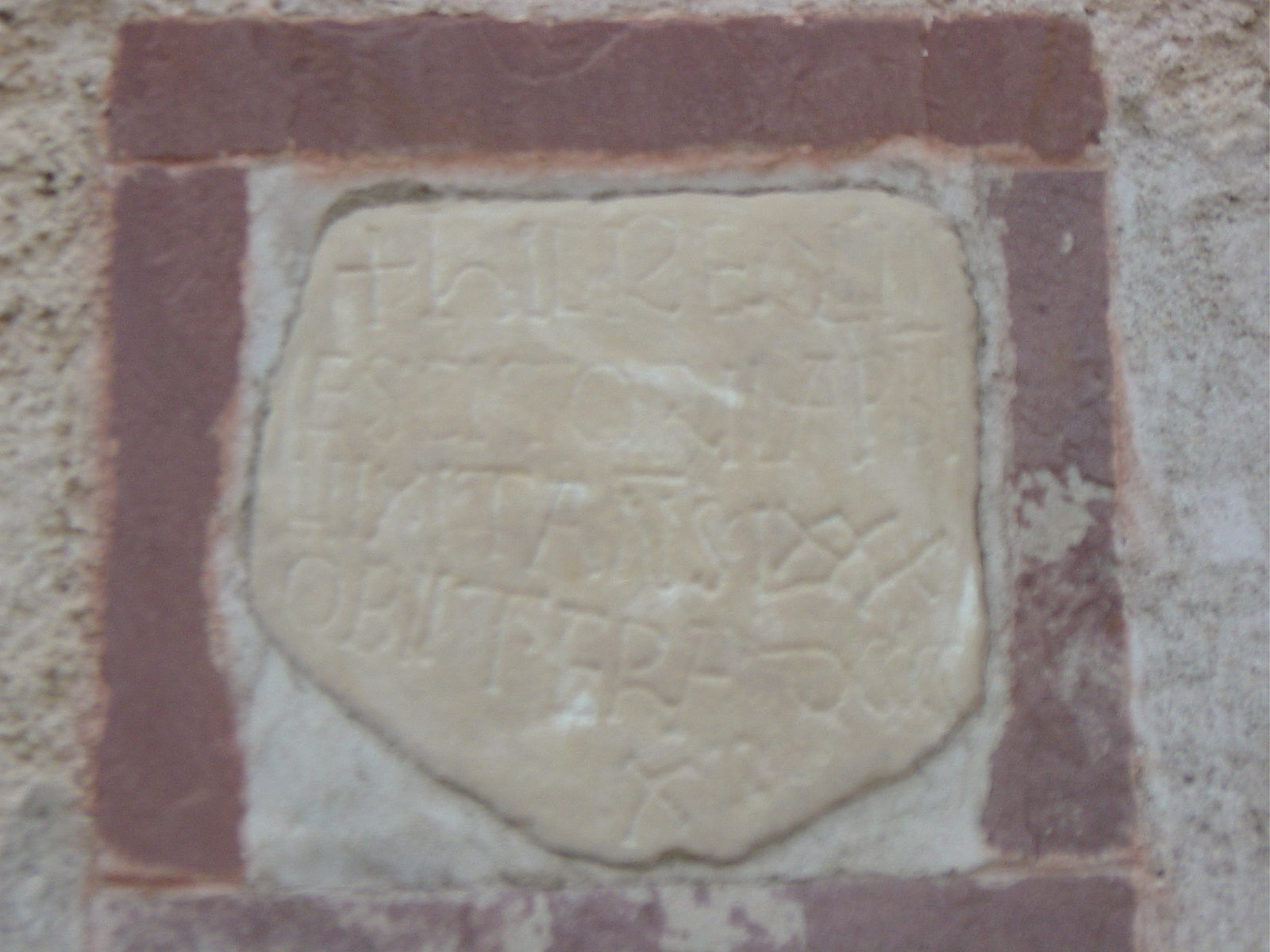
Làpida: "Aquí reposa Orila, prevere, morí amb 80 anys el 872" (Sant Pere de Vilamajor)

Orila nasqué el 792 dC i morí el 872. Fou prevere de la parròquia de Sant Pere de Vilamajor. És el primer vilamajorenc documentat. Morí a l'edat de 80 anys i fou enterrat a Sant Pere de Vilamajor. Es conserva la làpida amb la següent inscripció " + Hic Requiescit Orila Pbe Uixit Añs LXXX Obiit Era DCCCX". La làpida es trobava a la façana de l'església fins que fou traslladada al Museu Diocesà de Barcelona. Posteriorment es tornà a traslladar a la parròquia.
El Ple de l'Ajuntament de Sant Pere de Vilamajor denominà el 2008 "Sala Orila" a la sala de plens municipal i el nomenà fill predilecte a títol pòstum.